# Antiguo Cuscatlán
Antiguo Cuscatlán é um município do departamento de La Libertad, em El Salvador. Sua população estimada em 2014 era de 33 698 habitantes.

## Transporte
O município de Antiguo Cuscatlán é servido pela seguinte rodovia:
- LIB-11  que liga a cidade de Zaragozaao município de Nueva San Salvador
- LIB-22  que liga a cidade de Jicalapa ao município de San Salvador
- CA-01, que liga o distrito de Candelaria de la Frontera (Departamento de Santa Ana) (e a Fronteira El Salvador-Guatemala, na cidade de Atescatempa - CA-01) à cidade de San Salvador (Departamento de San Salvador) [1]